# Ulf Brantås
Ulf Brantås (* 6. März 1957 in Vänersborg, Västergötland, Schweden) ist ein schwedischer Kameramann.

## Leben
Nachdem Ulf Brantås 1976 sein Abitur mit Spezialisierung in Wirtschaft abgeschlossen hatte, arbeitete er bei Falk & Partners Advertising Agency als Assistent und studierte von 1978 bis 1979 an der Beckmans School of Art Werbung und Design. Es folgte anschließend ein Intermezzo bei der Werbeagentur Hall & Cederquist/Young & Rubicam, bevor sich Brantås als professioneller Musiker bei der schwedischen Band Dave & the Mistakes selbstständig machte. Internationale Bekanntheit erreichte er dabei als Vorgruppe für Elvis Costello während dessen Tour zwischen Februar und April 1981 im Vereinigten Königreich.
Seine ersten Schritte ins Filmgeschäft wagte er nach seiner Musikkarriere, als er Produktionsassistent bei Studio 24/Roy Andersson Film Co. wurde. Mit der Gründung der Produktionsfirma The Record Film Company 1988 konnte er erstmals auch als Kameramann wirken. So wurde sein Erstlingswerk Frauen auf dem Dach mit dem Europäischen Filmpreis für die Beste Kamera ausgezeichnet. Damit ist Brantås der erste Preisträger dieser Kategorie gewesen. Es sollten neben einigen Dokumentationen, Kurz- und Fernsehfilmen auch weitere Kinofilme wie Raus aus Åmål, Zusammen! und Lilja 4-ever folgen. Für letzteren wurde er 2003 mit der Guldbagge für die Beste Kamera ausgezeichnet. 2010 trug er als Director of photography (DP) die Hauptverantwortung für die licht- und bildatmosphärische Gestaltung der 3-Kamera-Produktion von Single Father (Regie Sam Miller, BBC Scotland).

## Filmografie (Auswahl)
- 1989: Frauen auf dem Dach (Kvinnorna på taket)
- 1998: Raus aus Åmål (Fucking Åmål)
- 2000: Zusammen! (Tillsammans!)
- 2002: Lilja 4-ever
- 2010: Single Father
- 2012: Die Schatzinsel (Treasure Island)
- 2012, 2013: Whitechapel (Fernsehserie, 4 Folgen)
- 2013: Vera – Ein ganz spezieller Fall (Vera, Fernsehserie, 1 Folge)
- 2017: Die Frau des Nobelpreisträgers (The Wife)
- 2019: Quicksand (Störst av allt)
- 2022: The Playlist (Fernsehserie, 6 Episoden)

## Auszeichnungen
Guldbagge
- 2003: Beste Kamera – Lilja 4-ever

Europäischer Filmpreis
- 1989: Beste Kamera – Frauen auf dem Dach